# Amadeus Guitar Duo

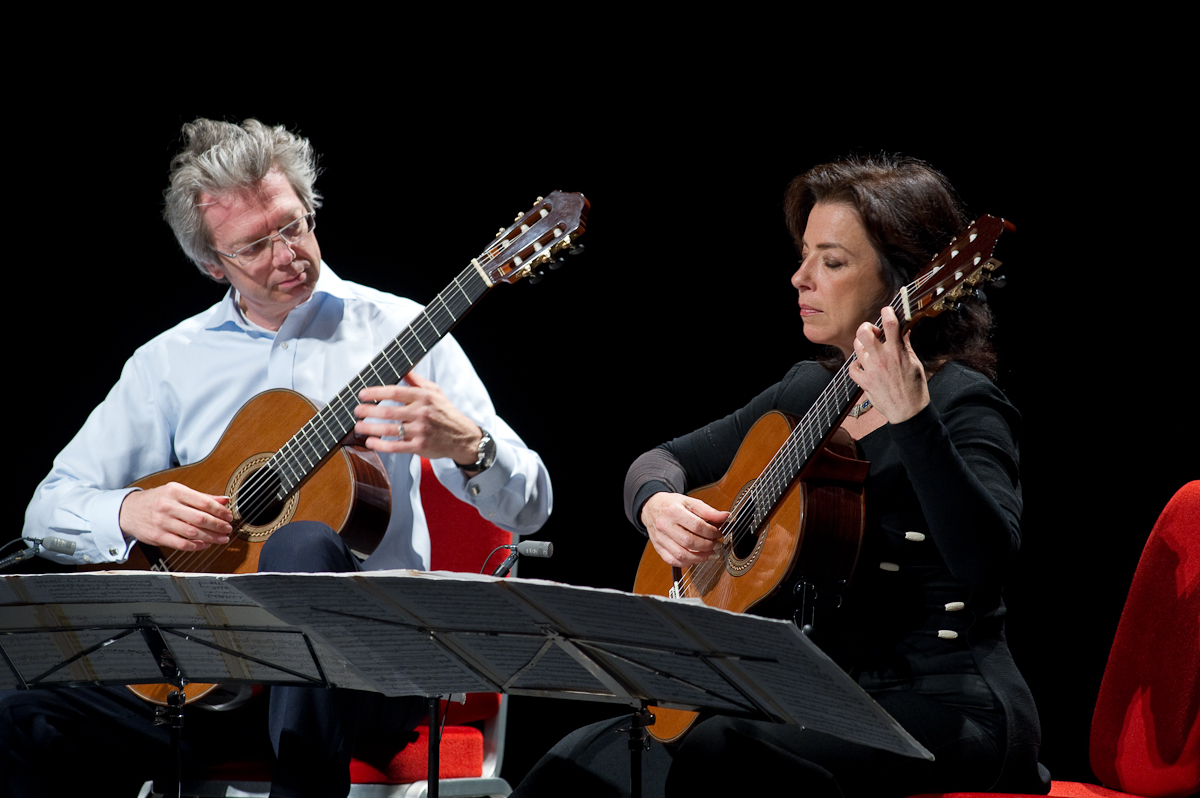
Das Amadeus Guitar Duo am In Guitar Festival 2011 in Winterthur.

Das Amadeus Guitar Duo ist ein von der Kanadierin Dale Kavanagh (* 1958) und ihrem Ehemann, dem Deutschen Thomas Kirchhoff (* 1960) gebildetes Gitarrenduo. Das Duo ist in über 850 Konzerten in mehr als 50 Ländern Europas und Nord-, Mittel- und Südamerikas und Asiens aufgetreten. Es hat zahlreiche Produktionen für Rundfunk und Fernsehen eingespielt (BBC, ZDF, CBC, WDR, BR, TRT u. a.). Es liegen 15 CDs (Hänssler-Classic) vor. 

## Laufbahn
Seit seiner Gründung im Jahre 1991 konzertiert das Amadeus Guitar Duo regelmäßig mit dem Prager Kammerorchester, dem Mainzer Kammerorchester und dem Mannheimer Kammerorchester, dem Philharmonischen Staatsorchester Halle, der Internationalen Philharmonie, der Thüringen Philharmonie Gotha-Suhl, der Philharmonia Hungarica, der Capella Cracoviensis, dem President Orchestra Ankara und der Philharmonie Südwestfalen. 
Komponisten wie Harald Genzmer, Gheorghe Zamfir, Roland Dyens, Jaime Zenamon, Christian Jost, Carlo Domeniconi, Gerald Garcia, Martin Herchenröder haben Orchesterkonzerte für das Amadeus Guitar Duo geschrieben. Kompositionen widmeten dem Duo Stephen Dodgson, Harald Genzmer, Jaime M. Zenamon und Christian Jost. 
1992 gründete das Duo das Internationale Gitarren-Symposion Iserlohn, das heute mit über 200 Teilnehmern aus mehr als 40 Ländern, Konzerten, Meisterkursen, Vorträgen und Ausstellungen eins der größten Festivals dieser Art weltweit ist.
Das Duo baut seit 2003 als Professoren die Gitarrenklasse der Hochschule für Musik Detmold auf.